# Nakafurano
Nakafurano (japanska: 中富良野町?, Nakafurano-chō) är en landskommun (köping) i Hokkaido prefektur i Japan. 